# Tell Me Something I Don't Know
Tell Me Something I Don't Know è un singolo della cantante statunitense Selena Gomez, pubblicato il 5 agosto 2008 come primo estratto dalla colonna sonora del film Another Cinderella Story.

## Descrizione
Si tratta di un brano pop rock suonato in chiave di Sol minore a tempo di 145 battiti al minuto. È la prima canzone ad essere cantata nel film, in cui Selena si esibisce cantando le prime parole e successivamente interrotta dal chiamare della sua matrigna. Una versione di Radio Disney (che nell'interludio rap rimuove il riferimento all'uragano Katrina) è stata pubblicata nell'album Radio Disney Jams, vol. 11 e una versione reinterpretata nell'album Kidz Bop 15. È stata realizzata una versione alternativa all'originale dal gruppo di Gomez, i Selena Gomez & the Scene, inserita nell'album Kiss & Tell e nell'EP For You.

## Video musicale
Il video, diretto da Elliott Lester, è stato pubblicato il 30 novembre 2009 sul canale YouTube della cantante. In esso si osserva Gomez cantare mentre fa da aiutante alla governante di una villa, che si arrabbia costantemente con lei. Gomez si stufa e decide di andarsene, esce dalla villa e va a cantare e ballare con alcuni amici in piazza, osservata da lontano dalla governante, che rimane entusiasta. Ad oggi, il video conta più di 180 milioni di visualizzazioni.

## Tracce
Testi e musiche di Antonina Armato, Ralph Churchwell e Michael Nielsen.
1. Tell Me Something I Don't Know – 3:21

## Successo commerciale
La canzone ha raggiunto la 58ª posizione della classifica statunitense Billboard Hot 100 e la 13ª della classifica australiana Australian Hitseekers Singles. A luglio 2015, la canzone ha venduto 1,1 milione di copie negli Stati Uniti.

## Riconoscimenti
| Anno | Premio                | Categoria                   | Risultato | Note  |
| ---- | --------------------- | --------------------------- | --------- | ----- |
| 2014 | Vevo Certified Awards | 100.000.000 visualizzazioni | Vinto     | [ 7 ] |

## Classifiche
| Classifica (2008)             | Posizione massima |
| ----------------------------- | ----------------- |
| Australian Hitseekers Singles | 13                |
| Stati Uniti                   | 58                |